# باغ اپیکور
باغ اپیکور (به فرانسوی: Le Jardin d’Épicure) نام یک کتاب ادبی است که توسط آناتول فرانس، نویسندهٔ اهل فرانسه نوشته شده‌است. این کتاب یکی از آثار مشهور ادبی جهان است.